# Меддерсхайм
Меддерсхайм (нем. Meddersheim) — община в Германии, в земле Рейнланд-Пфальц. 
Входит в состав района Бад-Кройцнах. Подчиняется управлению Бад Зобернхайм.  Население составляет 1292 человека (на 31 декабря 2010 года). Занимает площадь 13,15 км².